# Sandono
Sandono is een plaats (frazione) in de Italiaanse gemeente Massanzago.